# Понтрягін Лев Семенович
Понтрягін Лев Семенович (нар. 3 вересня 1908, Москва — пом. 3 травня 1988, Москва) — радянський математик, один з найвидатніших математиків XX століття, академік АН СРСР (1958; член-кореспондент з 1939). Герой Соціалістичної Праці (1969). Лауреат Ленінської премії (1962), Сталінської премії другого ступеня (1941) та Державної премії СРСР (1975).
Зробив значний внесок в алгебраїчну та диференціальну топологію, теорію коливань, варіаційне числення, теорію управління. У теорії управління Понтрягін — засновник математичної теорії оптимальних процесів, в основі якої лежить принцип максимуму Понтрягіна; має фундаментальні результати з диференціальних ігор. Роботи школи Понтрягіна справили великий вплив на розвиток теорії управління та варіаційного числення в усьому світі.
Учнями Понтрягіна є відомі математики Аносов Дмитро Вікторович, Болтянський Володимир Григорович, Гамкрелідзе Реваз Валеріанович, Зелікін Михайло Ілліч, Міщенко Євгеній Фролович, Постніков Михайло Михайлович,Розов Микола Христович, Рохлін Володимир Абрамович . До числа своїх учителів Л. С. Понтрягіна відносив академік Гельфанд Ізраїль Мойсейович.

## Біографія

### Дитинство
Народився 21 серпня 1908 року в Москві. Батько Понтрягіна — Семен Акимович — походив з ремісників-шевців Орловської губернії, закінчив шість класів міського училища, воював в Російсько-японську та Першу світову війни, опинився в німецькому полоні та пробув там довгий час, після повернення до Росії працював рахівником. Мати — Тетяна Андріївна, до шлюбу Петрова, із селян ярославської губернії, навчилася в Москві на швачку, була розумною, неабиякою жінкою.
У 14 років Лев втратив зір внаслідок нещасного випадку (примус, що вибухнув, викликав сильний опік обличчя), саме життя його було у настільки серйозній небезпеці, що на очі одразу не звернули увагу. Спроба повернути зір подальшою хірургічною операцією викликала сильне запалення очей і призвела до повної сліпоти. Для С. А. Понтрягіна трагедія сина стала життєвою катастрофою, він швидко втратив працездатність, останні роки життя він перебував на інвалідності та помер 1927 року від інсульту в присутності сина.

### Навчання в університеті
Після смерті чоловіка Т. А. Понтрягіна присвятила себе синові. Не володіючи ніякою спеціальною математичною освітою, вона разом з сином взялася за вивчення математики, разом з ним пройшла підготовку до вступу в Університет, а після зарахування (1925) допомагала синові-студенту. Так, Т. А. Понтрягіна вивчила німецьку мову і багато читала синові, іноді за день прочитувала йому сотню сторінок наукових статей німецькою мовою.
Завдяки цьому, при повній сліпоті Лев Понтрягін, закінчивши середню школу, здобув вищу освіту на математичному відділенні фізико-математичного факультету Московського університету (1929). Одногрупником Понтрягіна був Сєдов Леонід Іванович — видатний згодом вчений-механік, академік АН СРСР.
Показовий такий випадок (за спогадами Мінакова Андрія Петровича): йде лекція професора Миколи Миколайовича Бухгольца, всі слухають не дуже уважно, раптом голос Понтрягіна: «Професор, ви помилилися на кресленні!» Виявляється, він, будучи сліпим, «чув» розстановку букв на кресленні та зрозумів, що там не все гаразд.
Закінчивши Університет, Лев Понтрягін поступив в дворічну аспірантуру до П. С. Александрова.

### Початок наукової кар'єри
Л. С. Понтрягін почав свою наукову роботу дуже рано, у віці вісімнадцяти років, будучи студентом другого курсу Університету.
1930 року Понтрягіна зарахували доцентом кафедри алгебри Московського університету та співробітником НДІ математики та механіки МГУ. 1935 року в СРСР були відновлені вчені ступені та звання і йому без захисту Вищою атестаційною комісією було присуджено ступінь доктора фізико-математичних наук, в тому ж році він був затверджений у званні професора.
З 1934 року Понтрягін почав працювати в МІАН імені В. А. Стєклова, з 1939 року — завідувач відділом МІАН, разом з цим з 1935 року він — професор МГУ.
Принципом своєї наукової роботи Понтрягін вибрав один вислів А. Пуанкаре (цитуючи його по пам'яті) : «Зрозуміти чужу математичну роботу — це означає відчути її як би зроблену самим».
Показовим є обрання Л. С. Понтрягіна членом Московського математичного товариства, яке сталося в дуже молодому віці. Згідно з правилами, для того щоб бути обраним, треба було зробити на засіданні товариства доповідь. На початку 1930-х років П. С. Александров, науковий керівник Понтрягіна, зробив йому таку пропозицію. Було обрано одну з його численних робіт, і її назву включили до порядку засідання. Доповідь на товаристві Понтрягін вважав за велику честь і став ретельно до неї готуватися. З'ясувалося, що в доведенні результату є помилка. Після доби її пошуків Понтрягін прийшов у повний відчай; він подзвонив Александрову та повідомив про свою біду. Той сказав: «Нічого. Ми змінимо назву доповіді, і Ви розкажете іншу роботу». Через годину після цього помилка Понтрягіним була виправлена, робота була повідомлена на засіданні товариства, і він став його членом.
Прикладними розділами математики Понтрягін зайнявся, за його власними словами, значною мірою «з етичних міркувань», вважаючи, що його продукція повинна знайти застосування при вирішенні життєво важливих проблем суспільства. Вибір конкретних застосунків стався близько 1932 року, після знайомства з молодим фізиком О. О. Андроновим, який звернувся до Понтрягіна з пропозицією розпочати спільну наукову роботу. Він розповів про граничні цикли Пуанкаре, про рекурентні траєкторії та про те, що все це має практичні додатки (правда, про самі практичні додатки він нічого не розповів). Після цього Понтрягін почав регулярно вивчати роботи А. Пуанкаре, Дж. Біркгофа, М. Морса (з його роботами він був знайомий раніше) та інших. Невеликою групою Л. С. Понтрягін з колегами збиралися у нього на квартирі та читали цих авторів. Це тривало до 1937 року, коли збиратися групами на квартирах стало небезпечним.
Під впливом А. А. Андронова Понтрягін на один рік за сумісництвом став співробітником Інституту фізики та зробив там роботу про динамічні системи, близькі до гамільтонових, яка мала застосування. Стаття «Грубі системи» була опублікована в Доповідях АН СРСР 1937 року в співавторстві з А. А. Андроновим, з цієї чотирьохсторінкової статті виросла тепер велика теорія динамічних систем.

### Справа Лузіна
Публічне цькування Н. Н. Лузіна було розпочато статтями в газеті «Правда»: 2 липня 1936 «Відповідь академіку Н. Лузіну» і 3 липня 1936 «Про ворогів у радянській масці». За цими статтями послідували обговорення, що супроводжувалися критикою Лузіна, в яких брали участь багато представників московської математичної громадськості, професори та викладачі, в тому числі, і колишні учні Лузіна та члени «Лузітанії» П. С. Александров, А. Н. Колмогоров і Хинчин Олександр Яковлевич. У цих обговореннях брав участь і Л. С. Понтрягін:
Протягом багатьох років, нагадує проф. Понтрягін, в кулуарах математичного факультету МДУ говорили про підлості Лузіна. Як могло статися, що так спокійно, впевнено, з таким авторитетом могла процвітати така людина, як Лузін? Головним чином з тієї причини, пояснює проф. Понтрягін, що в математичних колах дуже односторонньо розуміється і підтримується авторитет вченого.
Приведений текст відповідає спогадами Понтрягіна, який написав, що йому запропонували виступити, як представнику молодих вчених, і сенс його виступу полягав у тому, що Лузін став таким не сам по собі, а завдяки тому, що був оточений підлабузництвом. У своїх спогадах Понтрягін також зазначав, що був залучений в участь у «справі Лузіна» своїм учителем — П. С. Александровим (який був учнем Н. Н. Лузіна).
Опубліковані останнім часом документи (стенограми) виступів математиків у зв'язку зі справою Н. Н. Лузіна на засіданні Комісії Академії наук СРСР показують, що Понтрягін задавав Лузіну питання уточнюючого характеру та звинувачень йому не пред'являв.

### Німецько-радянська війна
Під час Німецько-радянської війни був евакуйований разом з Математичним інститутом в Казань.
Найтяжчі випробування, «банальний» голод пережити Понтрягіну допомогла отримана ним перед війною Сталінська премія, яка дозволила купувати продукти. Сам у своїх спогадах він відзначає не страшні, а безглузді та смішні пригоди: восени 1941 року в Казані співробітникам МІАН було дозволено викопувати та брати собі моркву на якомусь великому казанському городі, оскільки копати її було нікому. Можна було викопати скільки завгодно моркви та забирати з собою. Моркву копали вчотирьох — Александров, Колмогоров, Понтрягін та дружина Понтрягіна. Під час цієї роботи до Александрова та Колмогорова підійшов військовий чин і зажадав документи — такий дивний у них був вигляд. Але документів у них не виявилося. Їх хотіли відвести в міліцію, і тоді Понтрягін пред'явив свою орденську книжку та запевнив, що це співробітники Математичного інституту. Їм дали спокій.

## Наукова діяльність

### Топологія
В топології Понтрягіну належить узагальнення закону подвійності Александера — загальний закон подвійності, на основі якого побудував теорію характерів безперервних груп (характерів Понтрягіна). Отримав ряд результатів в теорії гомотопій (класи Понтрягіна). Несподіваним для свого часу результатом став встановлений факт, що розмірність топологічного добутку компактів не є сума їх розмірностей. З'ясував зв'язки між групами Бетті.

### Теорія коливань
На початку 1930-х Л. С. Понтрягін почав активно займатися прикладними розділами математики. А. А. Андронов запропонував йому почати спільну наукову роботу в галузі теорії коливань. У теорії коливань головні результати Понтрягіна належать до асимптотики релаксаційних коливань.
Вивчаючи роботу різних фізичних приладів та використовувані для її опису диференціальні рівняння (головним чином, по книзі «Теорія коливань» О. О. Андронова, Вітта Олександра Адольфовича і Хайкаріна Семена Емануїловича), Понтрягін прийшов до думки про необхідність вивчення самих приладів та складання відповідних рівнянь. Для цього довелося познайомитися з фізичними поняттями ємність, самоіндукція, взаємоіндукція, електричне коло, закони Кірхгофа, ламповий генератор і т. д. Виявилося, що крім властивостей, відповідних задумом конструктора, в приладах часто виникають не передбачені конструктором паразитні явища. Наприклад, короткі провідники дають додатковий малий опір, близько розташовані деталі можуть давати також малу паразитну ємність. При складанні відповідних рівнянь часто їх впливом нехтують. Виявляється, однак, що в деяких випадках ці малі паразитні параметри є коефіцієнтами при старших похідних. Якщо замінити їх нулями, порядок рівнянь знизиться, що може призвести до неправильного опису досліджуваного явища, деякі процеси опиняються за межею дослідження. Наприклад, модель показує, що прилад буде працювати лише обмежений час, або зміни в ньому будуть відбуватися повільно, в той час як цього не відбувається.
Першим детально розбиратися з такими процесами з застосунками до радіоприладів став учень А. А. Андронова Н. А. Железцов. Саме він ввів поняття швидких та повільних рухів (цей підхід ліг в основу асимптотичного аналізу такого роду завдань), досліджував фазові портрети двовимірних розривних систем та основних радіосхем з розривними коливаннями (тепер використовується термін «релаксаційні коливання»). Для того, щоб познайомитися з цими роботами, в місто Горький приїжджав Л. С. Понтрягін. До рішення цієї задачі він спочатку залучив свого учня Міщенка Євгенія Фроловича.

### Принцип максимуму
На початку 1950-х років Л. С. Понтрягін організував семінар в МІАН, на який став запрошувати вчених практиків та прикладників, інженерів, які розповідали там про свої завдання. На семінарі був заведений порядок, за яким чисто математичні доповіді не допускалися.
На одному з семінарів відбувся виступ Олександра Ароновича Фельдбаума, великого вітчизняного фахівця в теорії автоматичного регулювання. А. А. Фельдбаум не був математиком, його наукові інтереси відносилися до авіації, і до того часу йому вдалося вирішити деякі завдання управління з застосунками до цієї області. Його цікавило створення математичної теорії, що описує переслідування одного літака іншим. Так Понтрягін познайомився з проблемою, яка потім переросла в теорію диференціальних ігор. Тоді ж він залучив до роботи своїх учнів Р. В. Гамкрелідзе, Болтянського Володимира Григоровича, Міщенка Євгенія Фроловича. Було запропоновано спростити завдання, розглядати один керований об'єкт та вважати, що все завдання полягає в тому, щоб перевести його з одного стану в інший найбільш швидким способом. Це призвело колектив Понтрягіна до математичної теорії оптимального управління, яку він сам вважав головним досягненням всієї їхньої діяльності. Центральним результатом цієї теорії є так званий принцип максимуму, сформульований Понтрягіним, а потім доведений в окремому випадку Р. В. Гамкрелідзе і в загальному випадку В. Г. Болтянським. Саме формулювання принципу максимуму було серйозним відкриттям (1958), тепер званим принципом максимуму Понтрягіна. Колектив під керівництвом Л. С. Понтрягіна (Л. С. Понтрягін, В. Г. Болтянський, Р. В. Гамкрелідзе, Е. Ф. Міщенко) за ці роботи та роботи по малому параметру при похідних був удостоєний Ленінської премії 1962 року.

## Педагогічна діяльність
Л. С. Понтрягін приділяв велику увагу питанням викладання математики в радянській середній школі. Він написав цикл книг з математики для школярів, які не стали, однак, популярними.
До кінця 1960 — початку 1970-х років у шкільній математиці почали вирішуватися протиріччя між необхідною строгістю математичних доказів і їх зрозумілістю. Понтрягін зайняв дуже жорстку позицію з питання реформи викладання математики, 1980 року він опублікував у журналі «Комуніст» статтю «Про математику та якість її викладання», яка фактично припинила надмірну формалізацію («бурбакізацію») шкільної математики. Вчений вважав, що результат вивчення математики в школі — це придбання найважливіших навичок обчислювати, володіти геометричним уявленням, тобто навчання конкретним прийомам, важливим для подальшої трудової діяльності. Відомі його вельми різкі оцінки (він вживав слово «диверсія») непродуманих реформ викладання, що здійснювалися, зокрема, А. Н. Колмогоровим.
Понтрягін розбирав випадки того, «як не треба робити»: наприклад, прагнення до ще більшого узагальнення при реформуванні шкільних програм в 1970-і роки, і повсюдне вживання «множини» як наукового терміна відбилося в тому, що геометрична фігура визначалася в підручниках як «множина точок».
|  | «А оскільки в теорії множин дві множини можуть бути рівними, лише повністю збігаючись, то слово „рівність“ вже не можна застосовувати до двох різних трикутників. Це слово замінюється іншим, не властивим російській мові, терміном „конгруентність“. Цей термін не вживається в практиці. Ніякий будівельник не говоритиме про дві „конгруентні балки“ (або закрійник з ательє про „конгруентні шматки тканини“), а буде говорити про рівні, або однакові балки (шматки тканини).» |

Зауважимо тут, що П. С. Александров вживав це слово в побутовому мовленні. Назвав пароплав «Олімпік» конгруентним «Титаніку» (лист А. Н. Колмогорова від 03.04.1931 р.), а стіл, за яким сидів, конгруентним та конгруентно розташованим на конгруентному пароплаві (лист А. Н. Колмогорова від 28.05.1931 р.) (А. Н. Колмогоров. Вибрані праці. У 6 томах. 2005. ISBN 5-02-033704-8, 5-02-033939-3)
Гостре неприйняття викликали у Понтрягіна «гуманітарні експерименти» у викладанні математики:
|  | «Математичне поняття рівняння придумали звести до граматичного поняття речення. На бідні дитячі голови обрушилося поняття рівняння як „речення зі змінною“. Що це означає? Приклади даються в підручнику для четвертого класу. Так, наводиться „речення“: „Річка х впадає в Каспійське море“. Далі роз'яснюють, що якщо замість х підставити „Волга“, то вийде правильне твердження, і, отже, „Волга“ є рішення цього рівняння. Якщо ж замість х підставити „Дніпро“, то вийде невірне твердження, і тому „Дніпро“ не є вирішенням цього рівняння.» |

## Громадська діяльність
В 1940 — 1950-і роки Л. С. Понтрягін неодноразово звертався в різні інстанції аж до вищих з листами та клопотаннями на захист репресованих вчених. Великі та різноманітні зусилля, що увінчалися зрештою успіхом, були зроблені їм для звільнення з перевірочного табору математика Рохліна Володимира Абрамовича. Математику В. А. Єфремовичу Понтрягін допоміг не лише клопотаннями, спрямованими у тому числі І. В. Сталіну, але й регулярно підтримував Єфремовича листами, поки той перебував у таборі, а потім, після його визволення, надав йому можливість протягом семи років проживати у себе в квартирі.
Новіков Сергій Петрович стверджує, що 1968 року Понтрягін брав участь у тиску на його батька, академіка Новикова Петра Сергійовича, від якого вимагали підписати політичний лист — «відповідь американським математикам», після того як він поставив підпис під «листом дев'яноста дев'яти» на захист дисидента Олександра Єсеніна-Вольпіна.
Понтрягіна неодноразово звинувачували в антисемітизмі. У цьому зв'язку згадується також його протидія нагородженню Григорія Маргуліса Філдсовською премією та обранню Натана Джекобсона президентом Міжнародного математичний союзу. З іменами Виноградова та Понтрягіна пов'язують міжнародний скандал з обговоренням систематичних проявів антисемітизму в радянській математиці, вершиною якого стало прийняття спеціальних документів на Міжнародному математичному конгресі в Гельсінкі 1978 року.
Сам Понтрягін в мемуарах стверджував, що боровся з сіоністами(лист на цю тему було опубліковано в журналі Science 1979 року), а також зазначав, що протягом багатьох років він надавав усіляку допомогу єврейським математикам, а коли зрозумів, що використовується євреями в їх чисто націоналістичних інтересах, таку допомогу припинив, але зовсім не став діяти проти них. Звинувачення в антисемітизмі вчений пояснював настроєм емігрантів з СРСР, які, на його думку, так виправдовували свої проблеми та невдачі.
Завідувач кафедри математики МГІАІ Михайло Цаленко називав його поряд з Іваном Виноградовим одним з «натхненників антисемітизму в радянській математиці», а академік Євген Фейнберг пояснював тривале необрання до Академії наук СРСР Ізраїлю Гельфанда саме антисемітизмом Понтрягіна. (Водночас вважається, що на необрання І. М. Гельфанда академіком міг вплинути і його важкий характер). Академік Сергій Новіков стверджує, що авторитет Понтрягіна як ученого використовувався для виправдання політики державного антисемітизму перед світовою математикою.
Наприкінці життя Понтрягін брав активну участь у боротьбі з проектом повороту сибірських річок. Він організував в МІАН семінар, роботи якого допомогли показати необґрунтованість розрахунків, використаних в обґрунтуванні проекту, створив лабораторію математичних питань екології при керованому ним відділі. Понтрягін підписав лист групи академіків в ЦК КПРС проти повороту річок, рішуче виступав на зустрічі в ЦК, куди були запрошені автори листа. Понтрягін домігся осудження математичних помилок прогнозу рівня Каспійского моря на загальному зібранні Відділення математики АН СРСР, а потім приняття постанови ще чотирьох Відділень АН СРСР про наукову необґрунтованість проекту. Немалу роль в прийняті рішення про відмову від проекту перекидання зіграв лист з критикою проекту, відправлене Понтрягіним М. С. Горбачову перед відкриттям XXVII з'їзду КПРС.
У некролозі, підписаному Г. І. Марчуком, М. Г. Басовим, Веліховим Євгенієм Павловичем, І. М. Гельфандом, С. П. Новіковим та ін., говориться: «Все життя Льва Семеновича Понтрягіна віддане радянській науці. Він був великим патріотом соціалістичної Батьківщини».

## Особисте життя
Особисте життя складалося у Л. С. Понтрягіна непросто. Мати, яка дуже багато зробила для свого сина, ревнувала його до інших жінок, ставилася до них достатньо критично. Через це Л. С. Понтрягін не лише пізно одружився, але і в обох шлюбах терпів важкі випробування. Він був двічі одружений, перший раз дружину вибрав за рекомендацією матері, другий раз самостійно. Дітей у шлюбах не було.
Перша дружина — Таїсія Самуїловна Іванова, біологиня, одружилися 1941 року, розлучилися 1952 року. Понтрягін, який ніколи не писав математичних дисертацій, написав для дружини кандидатську дисертацію з морфології сарани і дуже переживав з приводу її захисту. Після успішного захисту дружиною дисертації вирішив, що може розлучитися з «чистою совістю».
Друга дружина — Олександра Гнатівна, лікарка за професією, одружилися 1958 року. Її Понтрягін любив, поважав і був до неї дуже прив'язаний.
За спогадами учнів Понтрягіна, він був незвичайним другом. Він не просто погоджувався допомогти — чужі проблеми він сприймав, як свої, весь час думав, як розв'язати їх, пробував різні шляхи, не шкодуючи ні сил, ні нервів, не боячись зіпсувати відносини з впливовими особами. У боротьбі з фізичним каліцтвом формувався його характер. Він не користувався пристосуваннями для сліпих — наприклад, книгами з особливим шрифтом. Ще студентом лекції в університеті він не записував, а запам'ятовував та потім ночами, лежачи в ліжку, курив і, відновлюючи почуте в пам'яті, продумував їх. Волів ходити один, без допомоги інших, падав, забивався, у нього постійно були рубці та садна на обличчі. Не боявся експериментів у житті. Так в 1950-і роки він під керівництвом Міщенка Євгенія Фроловича навчився кататися на лижах та полюбив лижні прогулянки, потім за участю Володимира Григоровича Болтянського навчився кататися і на ковзанах, плавав на байдарці.

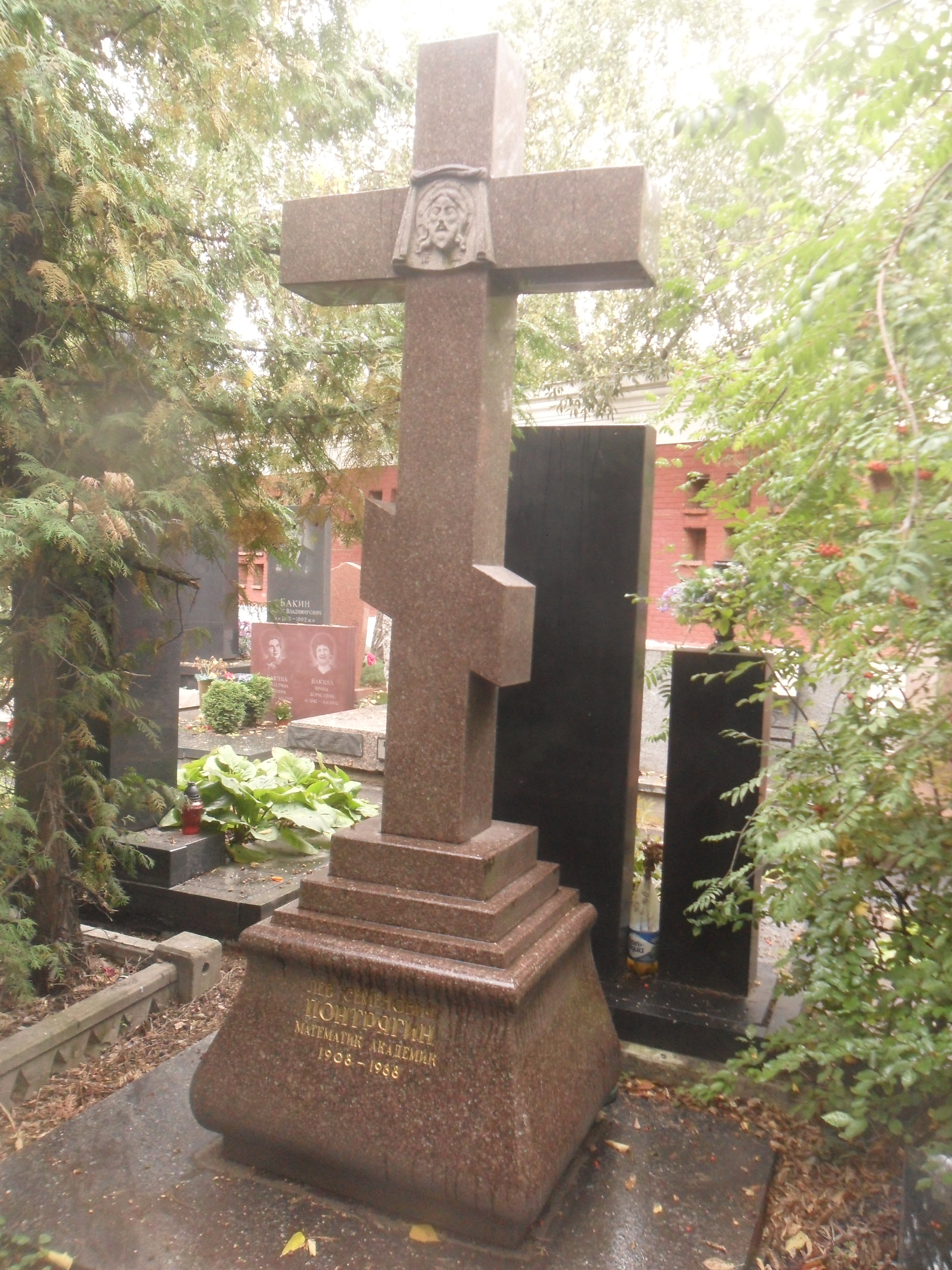
Могила Понтрягіна на Новодівочому цвинтарі у Москві.

Л. С. Понтрягін зумів повністю уникнути психології в чомусь неповноцінної людини (з близких ніхто ніколи не думав про нього як про сліпого). На це ж вказував і такий тонкий барометр, як його ставлення до жінок і їх ставлення до нього.
Перехворівши туберкульозом та хронічним запаленням легенів, 1980 року, за наполяганням дружини, став вегетаріанцем та «майже сироїдом». 1983 року стверджував: «Тільки вегетаріанська дієта допомогла мені».
Наприкінці життя написав докладні мемуари «Життєпис Л. С. Понтрягіна, математика, складене ним самим», в яких дав характеристики багатьом вченим та оцінки подіям, свідком та учасником яких він був, зокрема, справі Лузіна.
Помер 3 травня 1988. Похований у Москві на Новодівочому цвинтарі (дільниця № 10).

## Почесні звання й нагороди
- Почесний член Лондонського математичного товариства (1953)
- Почесний член Міжнародної академії «Астронавтика» (1966)
- Віце-президент Міжнародної математичної спілки (1970–1974)
- Почесний член Угорської академії наук (1972)
- Сталінська премія другого ступеня (1941)
- Ленінська премія (1962)
- Державна премія СРСР (1975) за підручник «Звичайні диференціальні рівняння», опублікований в 1974 р. (4-е вид.)
- Герой Соціалістичної Праці (1969)
- Чотири ордена Леніна (1953, 1967, 1969, 1978)
- Орден Жовтневої Революції (1975)
- Орден Трудового Червоного Прапора (1945)
- Орден "Знак Пошани" (1940)
- Премія імені М. І. Лобачевского (1966)

## Праці
Російською мовою:
- Непрерывные группы (Безперервні групи). 3-е изд., испр. — М.: Наука, 1973. — 519 с.
- Основы комбинаторной топологии (Основи комбінаторної топології). — М.-Л.: Гостехиздат, 1947. — 143 с.
- Обыкновенные дифференциальные уравнения: Учеб. для гос. ун-тов (Звичайні диференціальні рівняння: Учеб. для гос. ун-тів). 3-е вид., стереотип. — М.: Наука, 1970. — 331 с, рис.
- Математическая теория оптимальных процессов (Математична теорія оптимальних процесів). 2-е вид. — М.: Наука, 1969. — 384 с, рис., табл. — Спільно з В. Г. Болтянським, Р. В. Гамкрелідзе и Е. Ф. Міщенко.
- Линейная дифференциальная игра убегания (Лінійна диференціальна гра тікання) // Труды МИАН СССР (Праці Математичного інституту АН СРСР). Т. 112, сс. 30-63. — М.: Наука, 1971.
- Избранные научные труды (Вибрані наукові праці). В 3-х т. — М.: Наука, 1988.
- Додатковий список робіт див. Бібліографія.
- Статті Понтрягіна в журналі «Квант» (1992—1985).
- Л. С. Понтрягін. Обобщения чисел (Узагальнення чисел). — М., Наука, 1986, 120 с.